# Ángela Salvadores
Ángela Salvadores Álvarez (ur. 10 marca 1997 w Oviedo) – hiszpańska koszykarka występująca na pozycjach rozgrywającej lub rzucającej, od 2023 zawodniczka Landes.

## Osiągnięcia
Stan na 1 marca 2024, na podstawie, o ile nie zaznaczono inaczej.

### Drużynowe
- Mistrzyni:
  - Węgier (2018)
  - Hiszpanii (2017, 2023)[3]
- Wicemistrzyni Hiszpanii (2022)[4]
- Zdobywczyni:
  - pucharu:
    - Hiszpanii (2017)
    - Pucharu Francji (2023)

  - superpucharu:
    - Europy FIBA (2021)[4]
    - Francji (2023)[5]
    - Hiszpanii (2016, 2021)[4]
- Finalistka:
  - Pucharu Węgier (2018)
  - Superpucharu Hiszpanii (2022)[3]

### Indywidualne
- MVP Superpucharu Francji (2023)[5]
- Laureatka nagrody FIBA Europe Young Women’s Player of the Year Award (2014 – dla najlepszej młodej zawodniczki Europy)

### Reprezentacja
Drużynowe
- Mistrzyni Europy: 
  - U–20 (2017)[6]
  - U–18 (2015)[7]
  - U–16 (2012, 2013)[8][9]
- Wicemistrzyni świata U–17 (2014)[10]
- Brązowa medalistka mistrzostw Europy U–18 (2014)[11]
- Uczestniczka mistrzostw świata U–19 (2015 – 4. miejsce)[12]

Indywidualne
- MVP mistrzostw:
  - świata U–17 (2014)[13]
  - Europy:
    - U–18 (2015)[14]
    - U–16 (2013)
- Zaliczona do I składu mistrzostw:
  - świata U–17 (2014)[13]
  - Europy U–18 (2015)[14]
- Liderka strzelczyń mistrzostw:
  - świata U–19 (2015)
  - Europy:
    - U–18 (2014)
    - U–16 (2013)